# Musée du bois d'Aubonne
Le musée du bois d'Aubonne est situé à Aubonne en Suisse dans la ferme de l'Arboretum national du vallon de l'Aubonne. Il est consacré aux métiers du bois et de la forêt et à leurs outils.

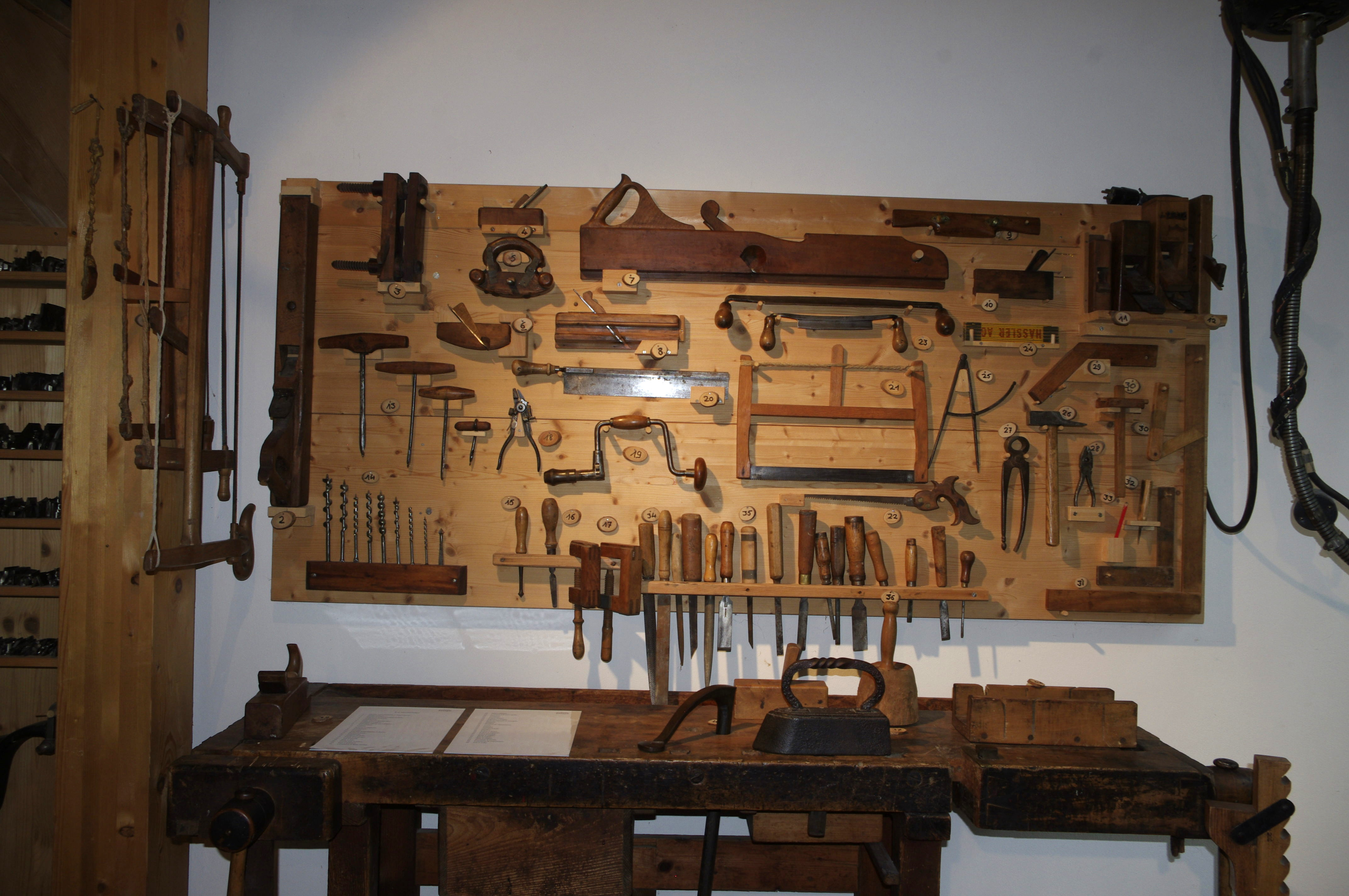
Collection d'outils du menuisier
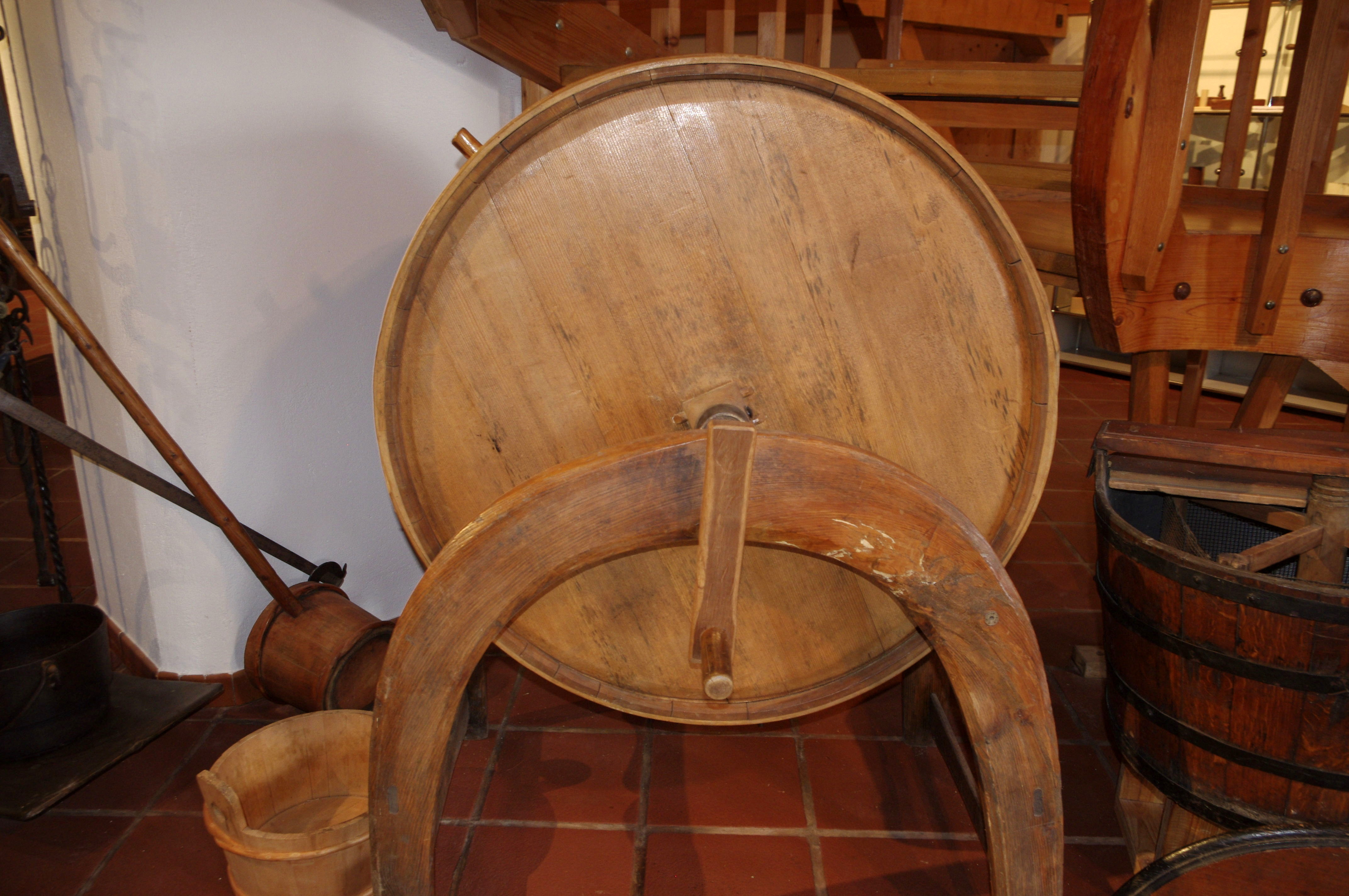
Une baratte
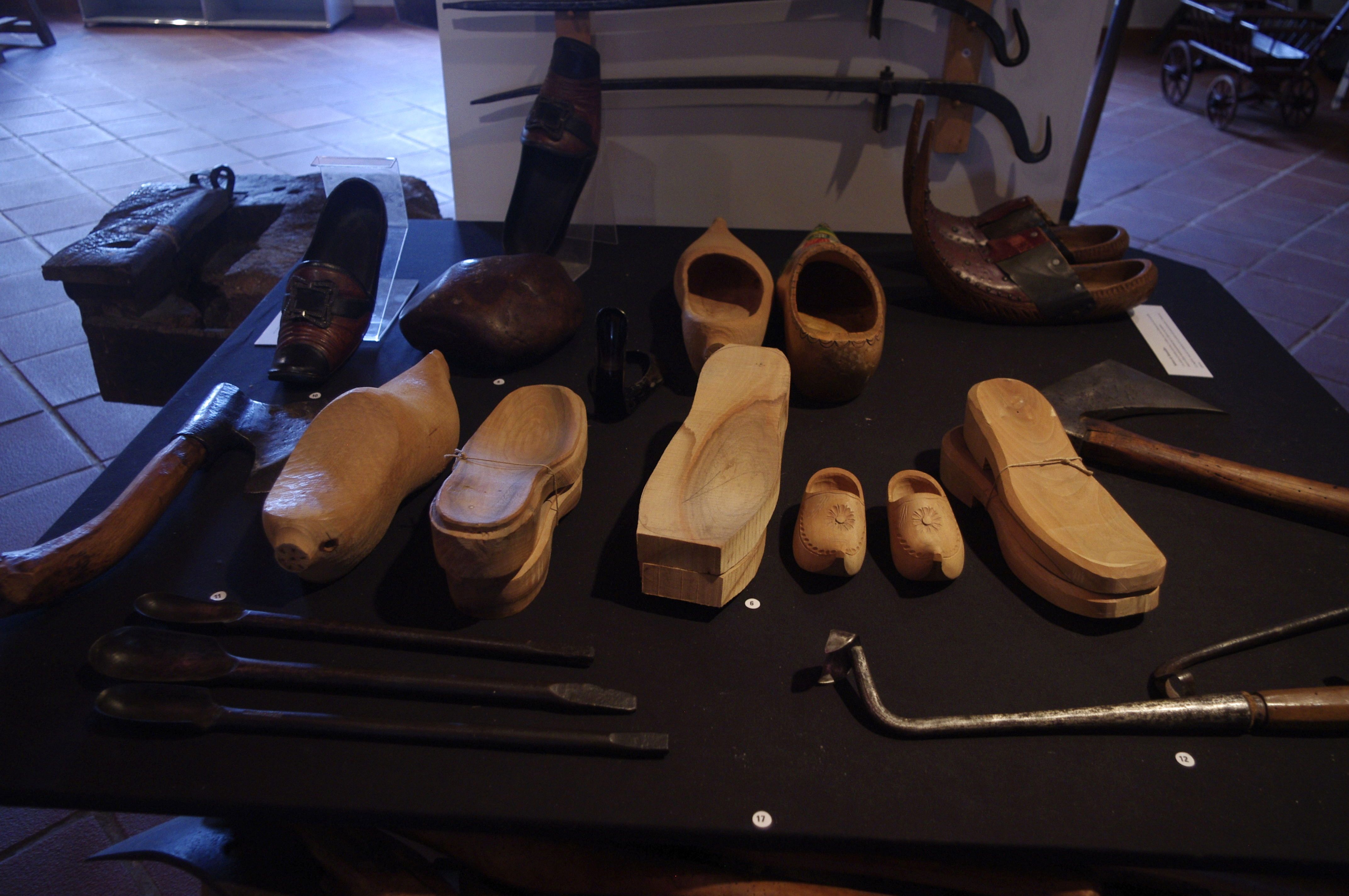
Des sabots
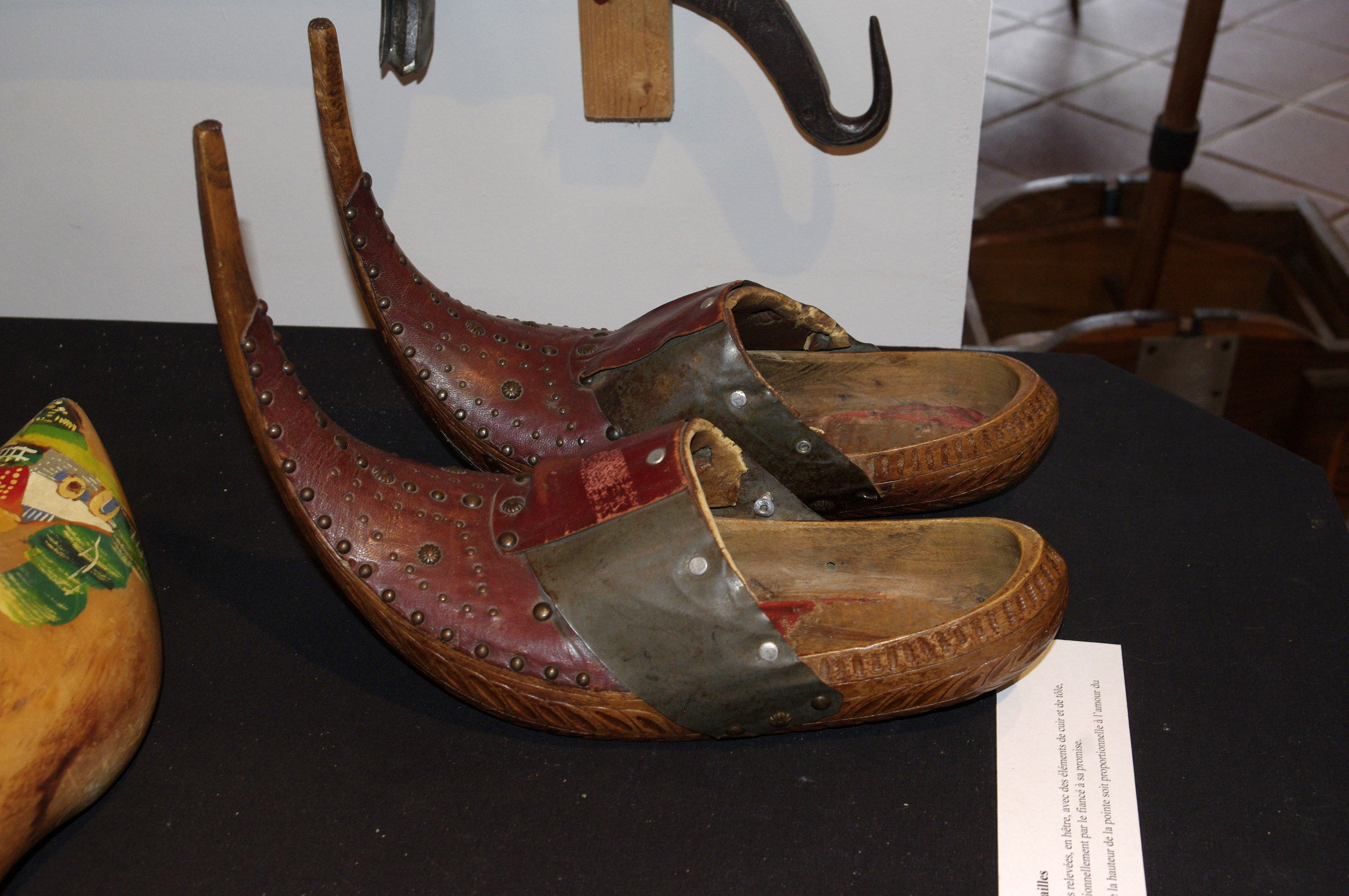
Des sabots de fiançailles en hêtre
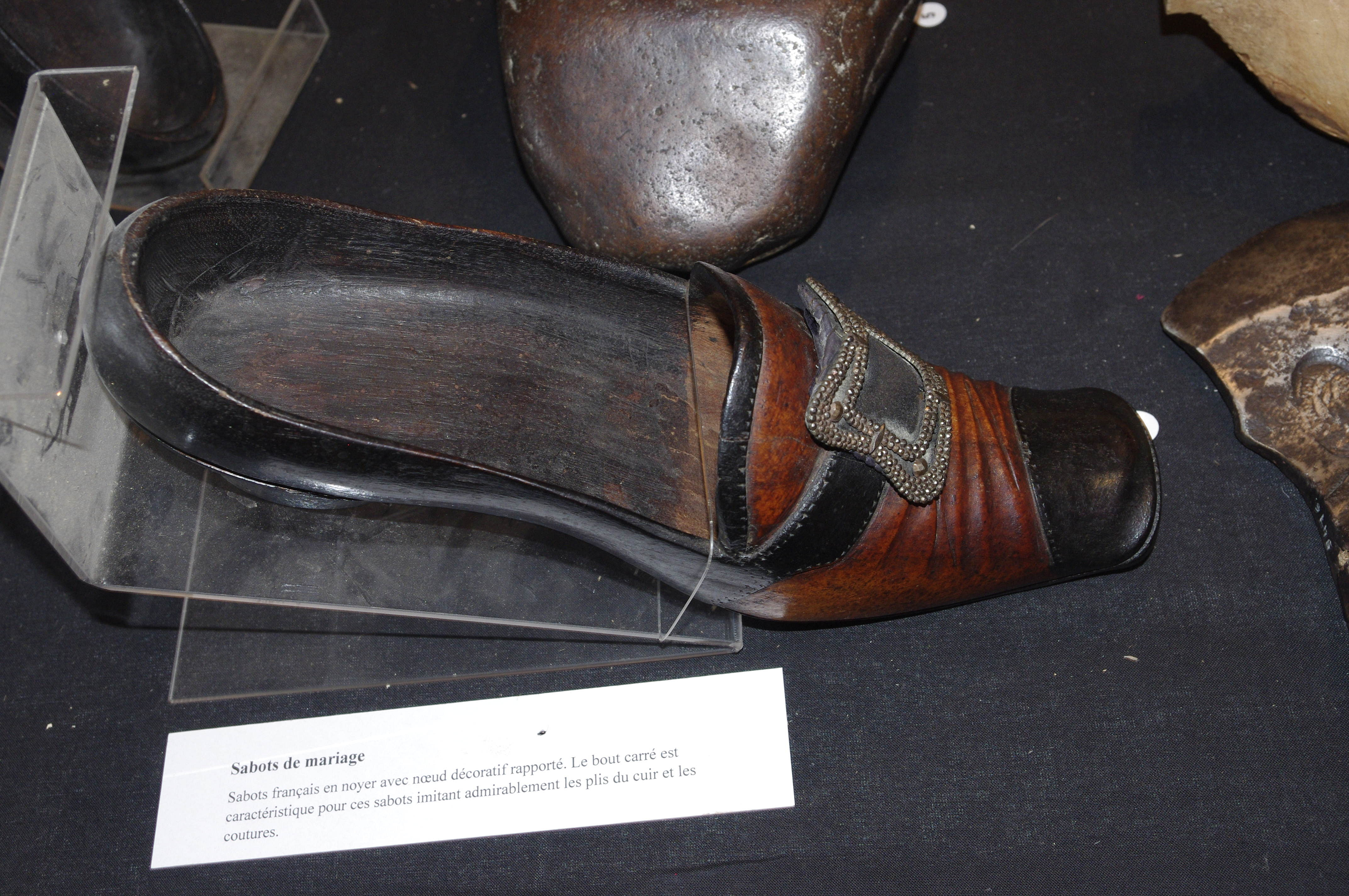
Sabot de mariage en noyer